# Ayherre
Ayherre (baskisch: Aiherra) ist eine französische Gemeinde mit 2.070 Einwohnern (Stand: 1. Januar 2022) im Département Pyrénées-Atlantiques in der Region Nouvelle-Aquitaine. Ayherre gehört zum Arrondissement Bayonne und zum Kanton Pays de Bidache, Amikuze et Ostibarre (bis 2015: Kanton La Bastide-Clairence). Die Einwohner werden Aihertar genannt.

## Geografie
Ayherre liegt etwa 20 Kilometer ostsüdöstlich von Bayonne am Aran im französischen Baskenland und der historischen Landschaft Nieder-Navarra. Umgeben wird Ayherre von den Nachbargemeinden La Bastide-Clairence im Norden, Orègue im Osten und Nordosten, Isturits im Osten und Südosten, Saint-Esteben im Südosten, Hélette im Süden, Mendionde im Südwesten, Bonloc im Westen und Südwesten sowie Hasparren im Westen und Nordwesten.

## Bevölkerungsentwicklung
| 1962                      | 1968 | 1975 | 1982 | 1990 | 1999 | 2006 | 2012 |
| ------------------------- | ---- | ---- | ---- | ---- | ---- | ---- | ---- |
| 842                       | 810  | 765  | 812  | 791  | 841  | 955  | 987  |
| Quelle: Cassini und INSEE |      |      |      |      |      |      |      |

## Sehenswürdigkeiten
- Kirche Saint-Pierre aus dem 17. Jahrhundert, Monument historique
- Burgruine von Belzunce aus dem 13. Jahrhundert, umgebaut im 14. und 16. Jahrhundert, 1450 wurde durch den Friedensvertrag mit der Englischen Krone die Landschaft Labourd an Frankreich gegeben, Monument historique seit 1992

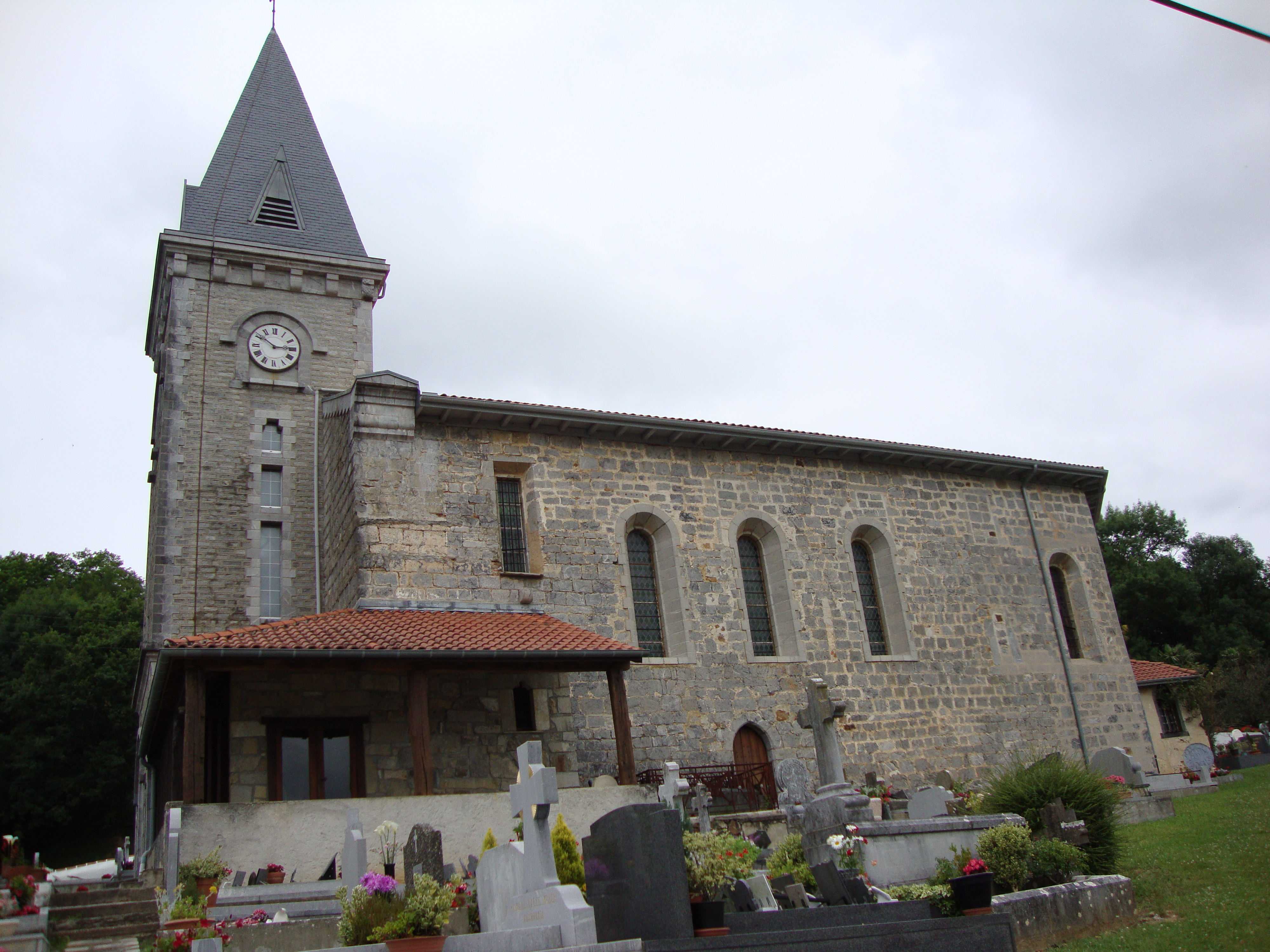
Kirche Saint-Pierre
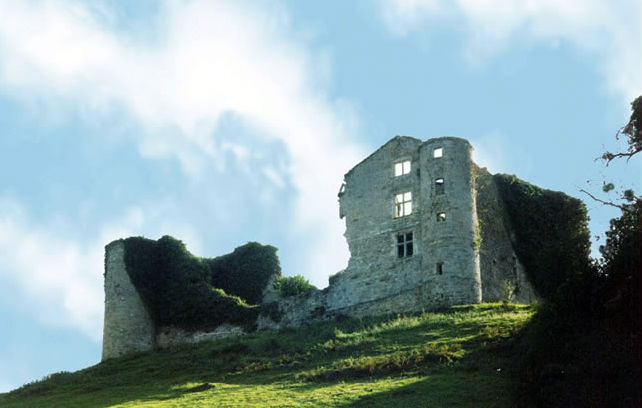
Burgruine Belzunce